# Wrzosówka (Isergebirge)
Die Wrzosówka (deutsch: Heidelberg) ist ein 694 m hoher Berg im schlesischen Teil des Isergebirges in Polen. Die Wrzosówka erhebt sich südlich von Kopaniec (Seifershau)  im Zackenkamm in der Gemeinde Stara Kamienica.

## Beschreibung
Der Gipfel ist vollständig mit Nadelwald bewachsen. Der Berg besteht aus Graniten und Gneisen sowie Quarzen. Über den Gipfel führt ein blau markierter Wanderweg von Świeradów-Zdrój nach Rybnica. Östlich liegt der Pass Babia Przełęcz (Hexenplatz).